# لنگرماهی کسلر
لنگرماهی کسلر (نام علمی: Leocottus kesslerii) نام یک گونه از تیره لنگرماهی بایکال است.
لنگرماهی کسلر بومی دریاچه بایکال در سیبری و دریاچه‌های این منطقه ازجمله دریاچه‌های سلنگا، آنگارا و رودخانه‌های بین‌گول است.
این ماهی تا طول ۱۴ سانتی‌متر رشد می‌کند. لنگرماهی کسلر در عمق نسبتاً کم تا ۱۵ متر زیر آب زندگی می‌کند.